# Izvoarele, Vrancea
Izvoarele (în trecut, Bou Roș) este un sat în comuna Corbița din județul Vrancea, Moldova, România. Este în partea de nord-est a județului, în Colinele Tutovei.